# Remedios Trinidad
Remedios Trinidad y de Guzmán (Balíuag, 5 de abril de 1902 - San Miguel (Manila), 7 de abril de 1938) fue la madre de Imelda Marcos, esposa del presidente de Filipinas Ferdinand Marcos.

## Biografía
Contrajo matrimonio con el abogado Vicente Romuáldez y Orestes, tuvieron   cinco hijos: Imelda, Benjamin, Alita, Armando y Conchita.

## Reconocimiento

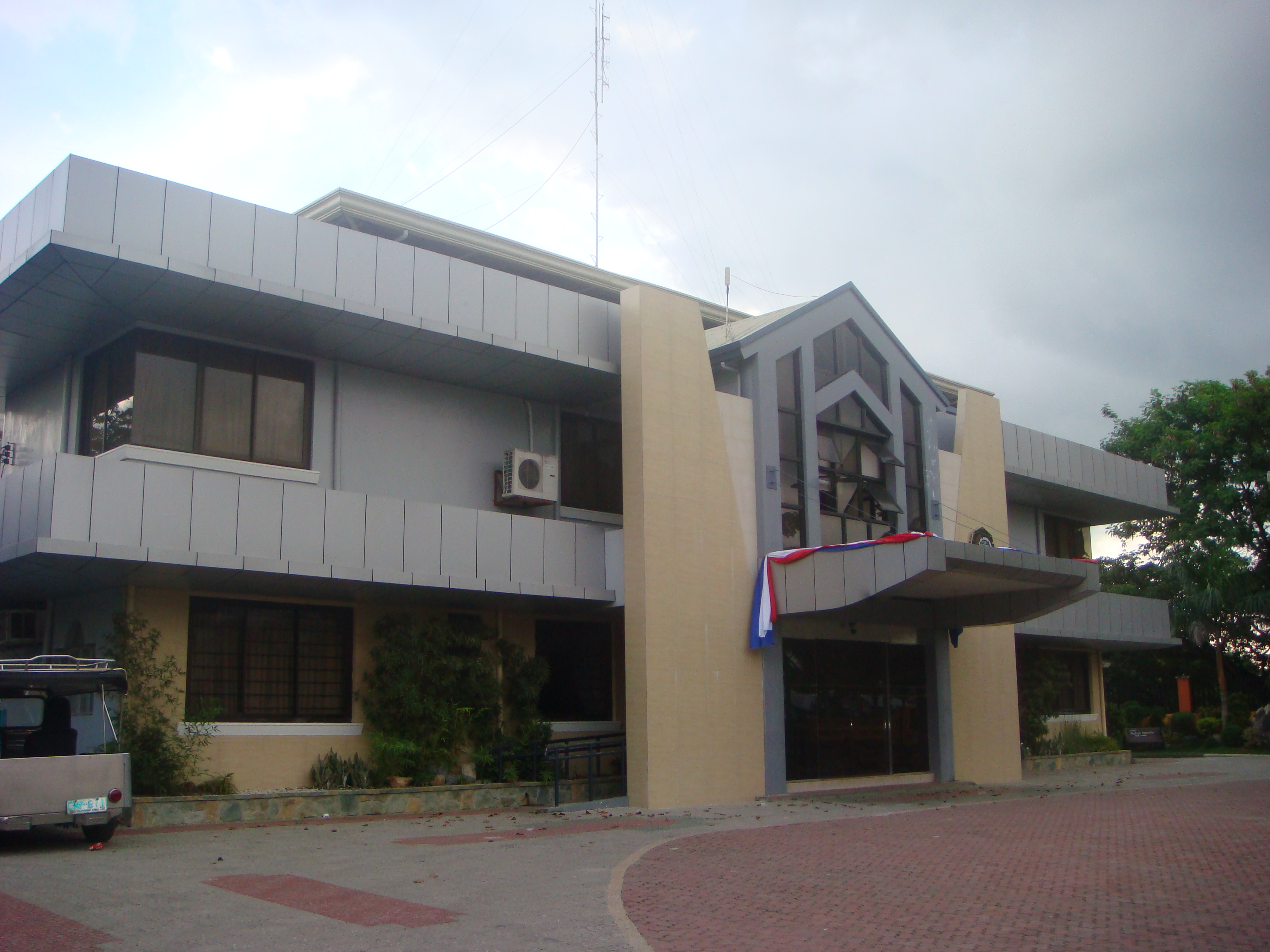
Casas Consistoriales del municipio de Doña Remedios Trinidad.

Llevan su nombre los municipios de Remedios T Romualdez en la provincia de Agusan del Norte, y de Doña Remedios Trinidad en la de Bulacán.